# نافيكات
نافيكات (بالإنجليزية: Navicat)‏ هي سلسلة من برامج إدارة وتطوير قواعد البيانات الرسومية، تُنتجها شركة سايبر تيتش إل تي دي، وتدعم قواعد بيانات ماي إس كيو إل وماريا دي بي وريديس ‏ ومونغو دي بي وأوراكل وإس كيو لايت وبوستجري إس كيو إل ومايكروسوفت إس كيو إل سيرفر. تعتمد على واجهة رسومية شبيهة بمتصفح الملفات، وتُتيح إدارة اتصالات متعددة بقواعد البيانات المحلية والبعيدة. تُوجَّه لتلبية احتياجات فئات متنوعة، تشمل مسؤولي قواعد البيانات والمبرمجين، بالإضافة إلى الشركات والمؤسسات التي تتعامل مع العملاء أو تُشارك البيانات مع شركاء خارجيين.

## التاريخ
ركّز الإصدار الأول على تبسيط إدارة تثبيتات ماي إس كيو إل. في حين فازت نافيكات عام 2008 بجائزة أفضل منتج أعمال ضمن جوائز تكنولوجيا المعلومات والاتصالات في هونغ كونغ، حيث حصدت جائزة العام، وجائزة الأعمال الكبرى، بالإضافة إلى جائزة الذهب لأفضل منتج أعمال.